# Сумпор редукујуће бактерије
Сумпор редукујуће бактерије су специјализована група анаеробних бактерија које имају улогу да низом разних метаболичких процеса претварају неоргански сумпор у водоник сулфид. Ове бактерије процес редукције сумпора обављају у анаеробним условима, али где имају довољне количине сумпора (нпр. у влажном земљишту, морској и слаткој води). 
Да би дошло до процеса редукције потребно је обезбедити одређену количину електрона. У погледу донора електрона, разликујемо две врсте микроорганизама: органотрофе и литотрофе. 
Органотрофи оксидују органска једњења, као сто су угљени хидрати, органске киселине (лактат, ацетат), алкохоли (метанол и етанол), алифатични угљоводоници (укључујући метан) и ароматични угљоводоници (бензен, етил-бензен), док литотрофи оксидују неорганска једињења. 
Редукујуће бактерије прихватају дониране електроне водоника који потичу од деловања микроорганизама и преносе их на оксидована једињења сумпора која се редукују до водоник сулфида. 
Огромну улогу у редукцији, такође, имају и ензими који се налазе на површини бактерије и који омогућавају да бактерија усваја једињења сумпора.

## Подела
Редукујуће бактерије у најширем смислу можемо поделити на оне које имају способност да примају електроне водоника из ацетата и оне које то не могу.
Бактерије које имају могућност да примају водоник из ацетата можемо даље поделити на: спорогене (род лат. Desulfovibrio) и аспорогене (род лат. Desulfotomaculum), на основу тога да ли формирају споре. Са друге стране постоји и она група сумпор редукујућих бактерија које не могу да примају водоник из ацетата и у њих убрајамо родове: Desulfobacter (са аспорогеним штапићима), Desulfococcus, Desulfosarcina, Desulfonema (нитастог су облика, са клизећим начином кретања).

### Desulfovibrio
Desulfovibrio је род који припада Грам – негативним бактеријама. То су прави или извијани спорогени покретни штапићи са поларизованим распоредом трепљи. Откривени су у морској, сланој води и земљишту. Најзначајније врсте су: Desulfovibrio desulfuricans, Desulfovibrio vulgaris i Desulfovibrio gigas.

### Desulfotomaculum
У другу групу спадају Грам - негативне бактерије рода Desulfotomaculum. То су прави или извијени покретни штапићи са перитрихалним распоредом трепљи. Могу се наћи у земљишту, водама али и у исквареним производима (због чега они имају непријатан мирис), цревима инсеката и бубрегу животиња. У род Desulfotomaculum спадају Desulfotomaculum nigrificans (који врши редукцију на високим температурама), Desulfotomaculum orientis, Desulfotomaculum ruminis, Desulfotomaculum acetooxidans.

## Значај
Сумпор редукујуће бактерије су веома штетне. Оне могу да изазову смрт биљака и животиња због стварања водоник сулфида који је веома токсичан, а који се таложи у земљишту у коме живе ови организми. 
Такође, активност ових бактерија доводи и до корозије метала. 
Добра страна сумпор редукујућих бактерија је што водоник сулфид који стварају улази у састав појединих руда, а имају и велику улогу у пречишћавању отпадних вода. Осим тога, ове бактерије имају и еколошки значај јер омогућавају кружење сумпора у природи, што свакако има велику важност за све живе организме.